# Парламентаризм (монета)
«Парламентари́зм» — пам'ятна монета номіналом 5 гривень, випущена Національним банком України, присвячена системі політичної організації держави, важливій складовій демократичного устрою країни, що ґрунтується на принципах народного представництва, поділу влади та верховенства права. В Україні єдиним органом законодавчої влади є Верховна Рада. Вона формує законодавчу базу, контролює виконавчу владу та визначає стратегічні напрями розвитку держави. На сучасному етапі, навіть в умовах воєнного стану, Верховна Рада працює над удосконаленням законодавчої бази, захистом держави та громадян, а також над впровадженням реформ, спрямованих на зміну світоглядних принципів на всіх рівнях життя і рухом країни до європейського добробуту.
Монету введено в обіг 30 серпня 2024 року. Вона належить до серії «Інші монети».

## Опис монети та характеристики
| Номінал грн. | Метал      | Маса, г | Діаметр, мм | Якість виготовлення       | Гурт     | Тираж, штук |
| ------------ | ---------- | ------- | ----------- | ------------------------- | -------- | ----------- |
| 5            | нейзильбер | 16,54   | 35,0        | спеціальний анциркулейтед | рифлений | 50 000      |

### Аверс

Головний фасад будинку Верховної Ради

На аверсі монети в центрі композиції розміщено малий Державний Герб України. У верхній частині навколо герба зображені стилізовані силуети сучасних українців, які є представниками різних соціальних, вікових та професійних груп. Це втілює ідею багатогранності українського народу та підкреслює, що кожний громадянин згідно зі статтею 3 Конституції України є найвищою соціальною цінністю нашої держави. Між силуетами розміщено написи: «ПРАВА, СВОБОДА, ДЕМОКРАТІЯ, ЛЮДИНА, ЗАХИСТ ВІТЧИЗНИ, НАРОД, ПАРЛАМЕНТАРИЗМ, РОЗВИТОК КРАЇНИ, ІНКЛЮЗИВНІСТЬ, РІВНІСТЬ, ЄВРОІНТЕГРАЦІЯ та ЗАКОН», що відображають фундаментальні принципи демократії. Нижче герба зображено впізнаване всіма українцями інформаційне табло для відображення в сесійній залі Верховної Ради результатів голосування, під яким зазначено напис «УКРАЇНА» і рік карбування — «2024», ліворуч — логотип Банкнотно-монетного двору Національного банку України, праворуч — номінал «5» з графічним символом гривні.

### Реверс
На реверсі монети по колу розміщено стилізований український орнамент. На дзеркальному тлі в центрі композиції розміщено логотип Верховної Ради України.

Весь тираж 50000 монет було випущено у сувенірних упаковках
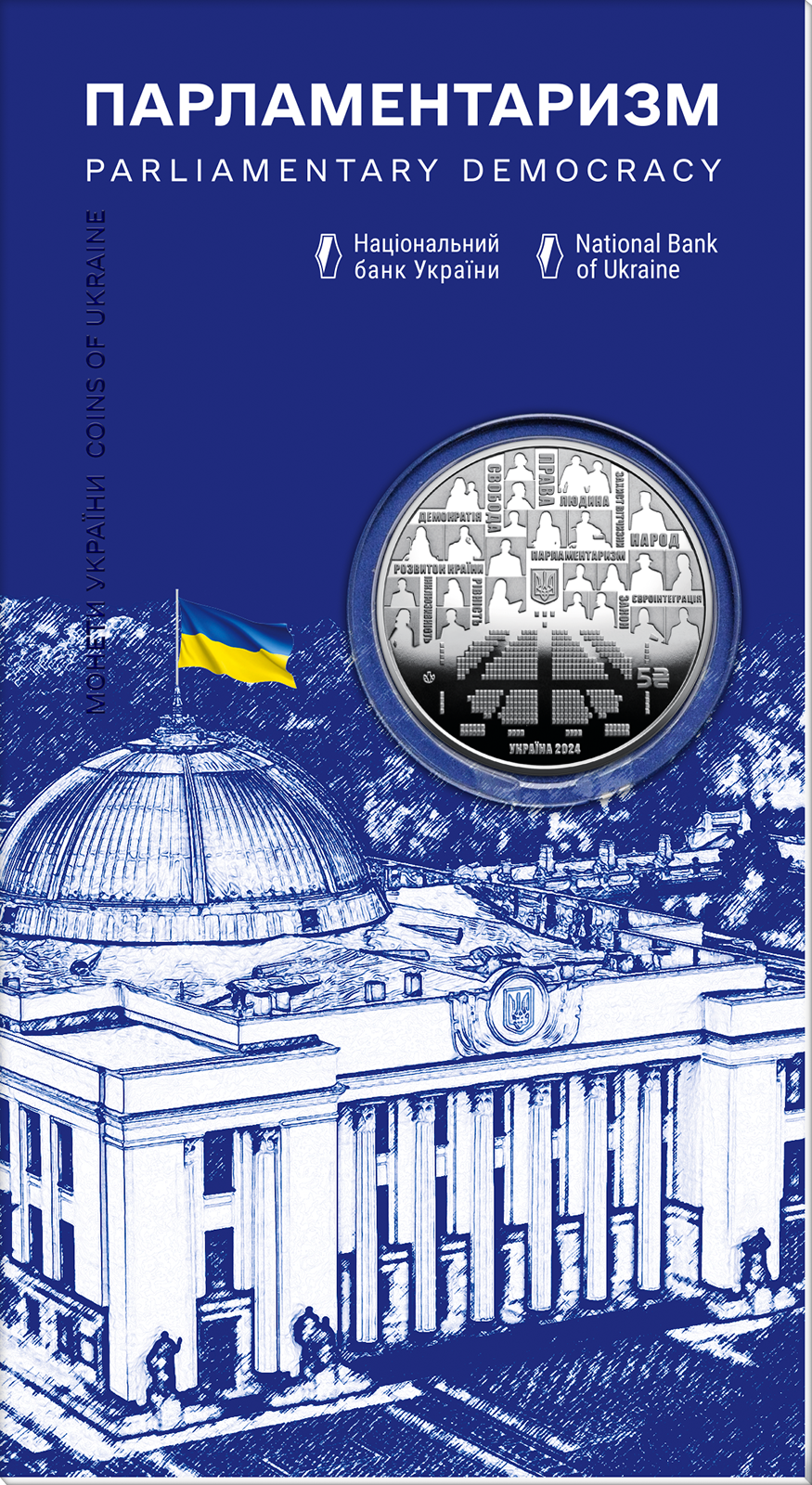
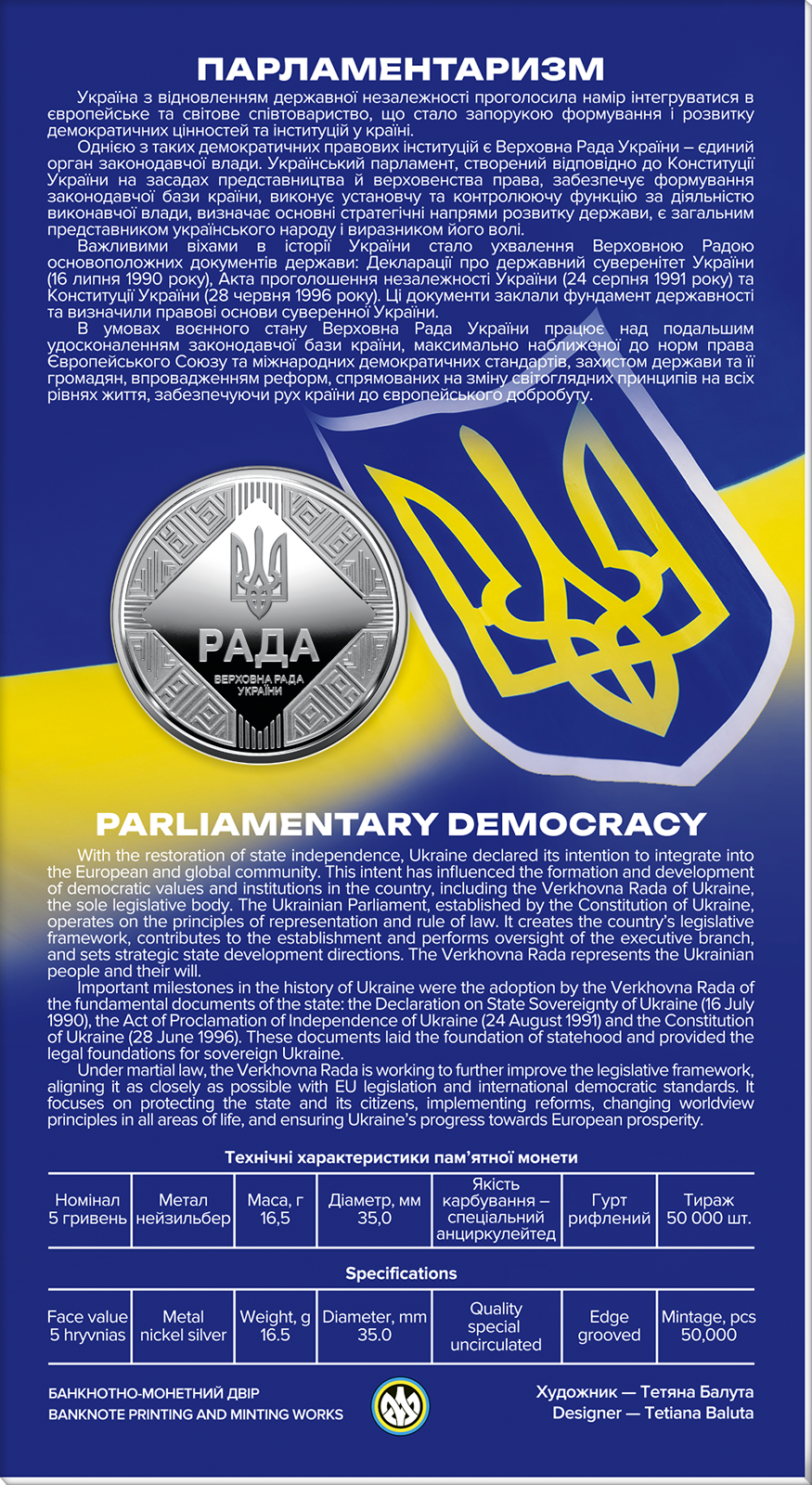

## Автори
- Художник — Балута Тетяна.
- Скульптор — Атаманчук Володимир.

## Вартість монети
Під час введення монети в обіг 2024 року, Національний банк України реалізовував монету за ціною 163 гривні.
Фактична приблизна вартість монети, з роками змінювалася так:
| Рік        | 2025 | 2026 | 2027 |
| ---------- | ---- | ---- | ---- |
| Ціна, грн. | 260  |      |      |